# 福島市公会堂

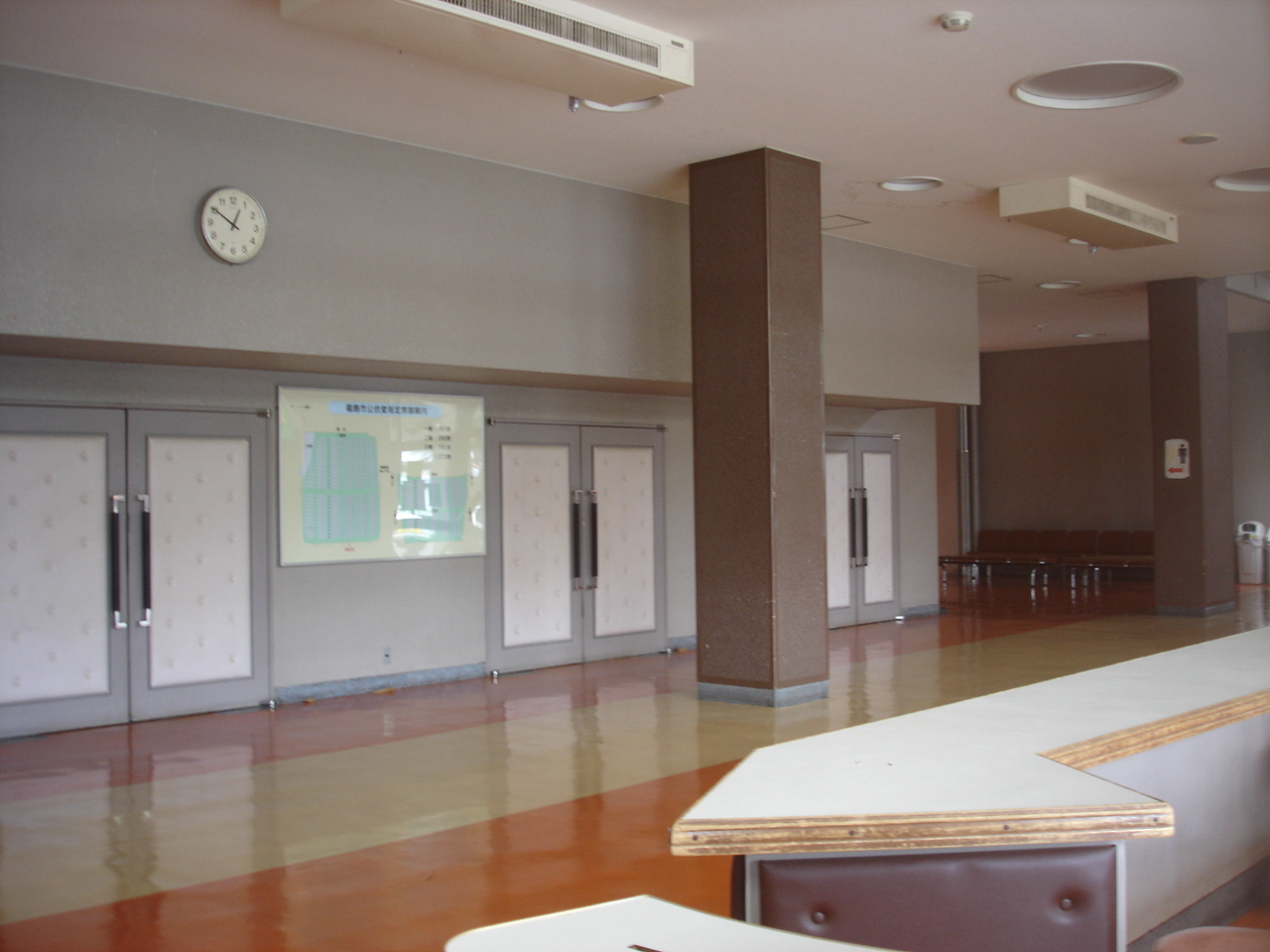
ロビー

福島市公会堂（ふくしましこうかいどう）は福島県福島市松木町にあったホール。

## 概要
1959年（昭和34年）4月1日開館。
鉄筋コンクリート造3階建ての建物。延床面積4,259.081m2、大ホール客席は3階席まで用意されており、1～3階あわせて1,273の座席を有する。
隣接して南側には2階渡り廊下でつながれた福島市立図書館、東隣には福島市中央学習センター（旧中央公民館）がある。北隣は福島地方気象台がある。
音楽、演劇、舞踊の鑑賞会や講演会をはじめ、市民芸術活動発表の場として、多くの団体に利用されていたが、東日本大震災で被害を受け、同施設も老朽化していることから、現在は休館している。市は取り壊しはしないとしている。

## 以前のもの
福島市市制施行直後の明治時代は、当時の福島市立図書館や福島県庁舎の玄関、応接室を払い下げて公会堂として利用しており、1908年（明治41年）に奥羽六県共進会に利用され、接待や大園遊会で賑わった。
1917年（大正6年）5月には大正天皇御大典記念として木造3階建ての公会堂が建設された。大正時代特有のヨーロッパ風建築で尖塔が聳え立っていた。

## 沿革
- 1957年（昭和32年）12月25日 - 着工
- 1959年（昭和34年）2月28日 - 竣功
- 1959年（昭和34年）4月1日 - 開館
- 2018年（平成30年）3月31日 - 閉館

## アクセス
JR東日本・阿武隈急行・福島交通 福島駅より1.9km。
福島交通バス：ももりん循環1コースに乗車、「新浜公園」バス停下車、徒歩で約5分。
駐車場が54台分確保されており、車での来場も可能。